# Melco控股集團
Melco控股集團(Melco Holdings Inc.)是日本一間家族科技企業，上市公司，較知名以BUFFALO、玄人志向子公司品牌銷售電腦周邊產品。其东京总部和总公司位于东京都千代田区，名古屋总部位于爱知县名古屋市。
1975年公司成立，80年代生產電子抹除式可複寫唯讀記憶體相關的電腦零件，並設立美國德州分公司，21世紀後跨足wifi網路產品。